# Брусьянин, Владимир Георгиевич
Владимир Георгиевич Брусьянин (26 апреля 1953 — 3 апреля 2000) — русский поэт.

## Биография
Учился на филфаке Томского государственного университета. Работал каменщиком, сейсморабочим в Эвенкии.
Отличался независимостью суждений и характера. Творчество поэта долгое время не выходило за пределы узкого круга ценителей. И все же ему удалось опубликоваться в журналах «Сибирские Афины», «День и ночь», «Формула успеха». Последние полтора года его жизни обозначились публикациями в центральных журналах — «Арион», «Знамя», «Дружба народов».
Население села насчитывало около тысячи человек, из них работающих чуть более трети при 15 % пенсионного возраста. Остальные — дети и безработные. Церкви в селе не было (освящена и открыта 8 декабря 2001 года — уже после смерти поэта).
Владимир Брусьянин трудился машинистом в котельной, впоследствии был уволен, болел и жил в неприглядной нищете. Похоронен под березами на сельском погосте неподалёку от Семилужков.
При жизни издано три поэтических сборника, четвёртая книга увидела свет в 2001 году.